# Crown Heights (Film)
Crown Heights ist ein biografisches Filmdrama von Matt Ruskin, das am 23. Januar 2017 im Rahmen des Sundance Film Festivals seine Weltpremiere feierte. Der Film erzählt die Geschichte von Colin Warner, einem Immigranten, der in Crown Heights lebte und 20 Jahre lang unschuldig wegen Mordes im Gefängnis saß, nachdem er von Augenzeugen falsch identifiziert wurde. Ruskin schrieb diese Geschichte auf und auch das Drehbuch zum Film.

## Handlung
Colin Warner, ein Immigrant aus Trinidad, lebt in Crown Heights, einem Stadtviertel des New Yorker Bezirks Brooklyn. Am 10. April 1980 hallen die Geräusche eines Schusses durch die Straßen von Crown Heights. Colin wird verhaftet und, obwohl er sich gegen die Anschuldigungen zur Wehr setzt, schnell vor Gericht gestellt und dort zu Unrecht wegen Mordes zu einer langen Haftstrafe verurteilt. Er weiß, dass er dieses Verbrechen nicht begangen hat, für das er dennoch im Gefängnis einsitzt, und ein jahrzehntelang dauernder Kampf um Gerechtigkeit beginnt, an dessen Ende Colin aus der Haft entlassen werden soll, was er besonders seinem besten Freund Carl King zu verdanken hat, der sich die ganze Zeit über für ihn einsetzte und gewusst hat, dass man Colin nur fälschlicherweise der Tötung beschuldigte.

## Biografischer Hintergrund
Crown Heights ist eine Filmbiografie, die die wahren Umstände um die Verhaftung von Colin Warner und dessen 20-jährigen Gefängnisaufenthalt zum Gegenstand hat.

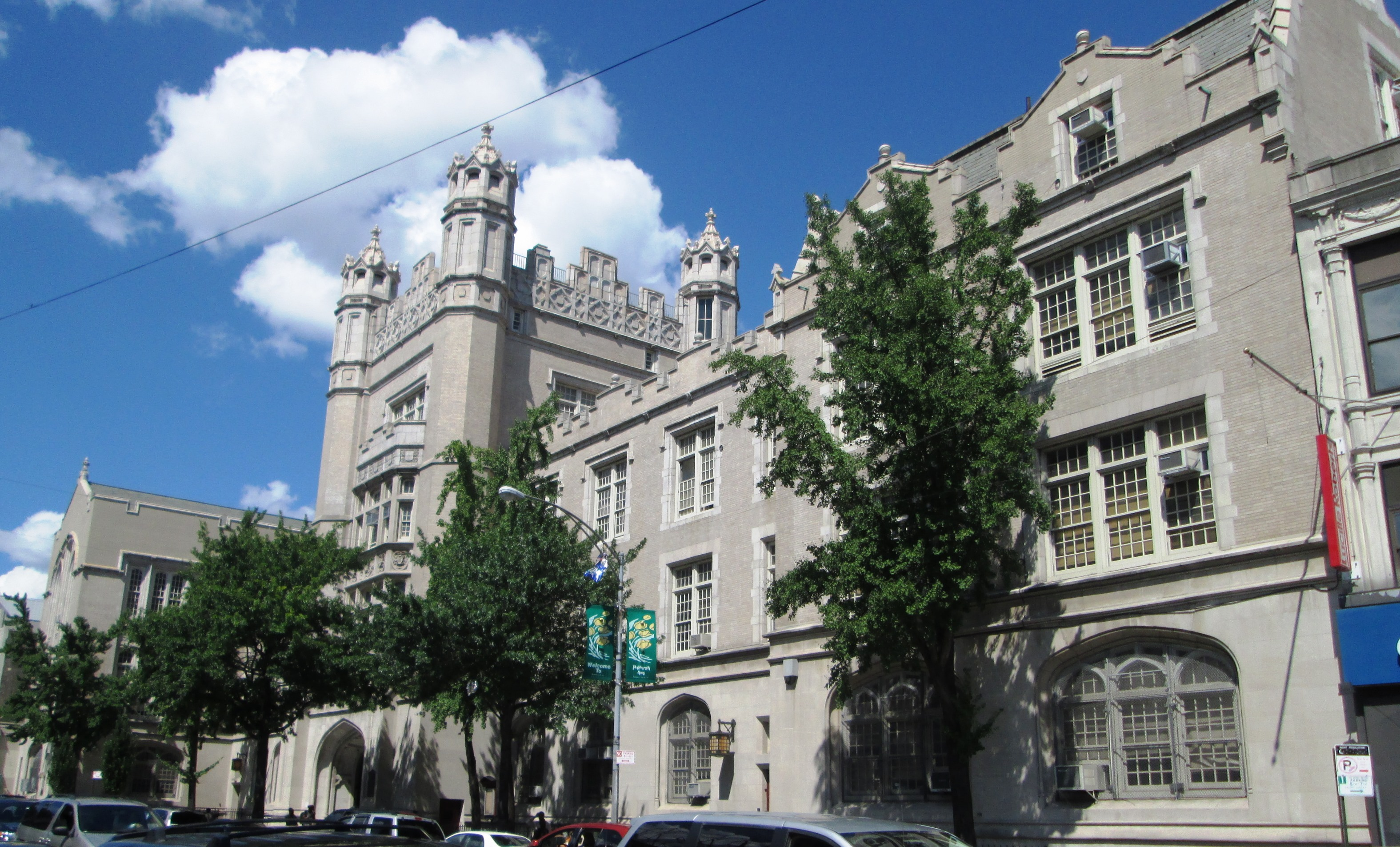
Vor der Erasmus Hall High School in Brooklyn hatte man dem 16-jährigen Mario Hamilton von hinten in den Hals geschossen

Am 10. April 1980 war der 16-jährige Mario Hamilton vor der Erasmus Hall High School in Brooklyn durch einen Schuss von hinten in den Hals verletzt worden. Thomas Charlemagne, ein 14-jähriger Schüler, beobachtete die Tat und lief zu Hamiltons 15-jährigem Bruder Martell, um ihm davon zu berichten. Mario Hamilton wurde ins Krankenhaus gebracht, wo nur noch sein Tod festgestellt werden konnte. Thomas Charlemagne und Martell Hamilton wurden sechs Stunden lang getrennt voneinander und ohne weitere anwesende Zeugen auf dem Polizeipräsidium befragt. Charlemagne erzählte der Polizei, er habe den 18-jährigen Colin Warner, einen schwarzen Immigranten aus Trinidad, der in Crown Heights lebt, aus einem Auto steigen und auf Mario Hamilton schießen sehen. Gemeinsam mit dem 15-jährigen Norman Simmonds, der am Steuer des Autos gesessen habe, hätte er den Tatort dann wieder verlassen. Am folgenden Tag legte die Polizei Martell Hamilton Fotos vor, auf denen er den Täter jedoch nicht wiedererkennen konnte. Er erzählte den Polizisten, Norman Simmonds habe noch zwei Tage vor der Tat gedroht, seinen Bruder zu töten. Daraufhin hatte ihm ein einzelner Polizist ein Foto von Colin Warner vorgelegt, von dem Martell Hamilton sagte, er habe ihn möglicherweise am Tatort gesehen.
Daraufhin wurde Colin verhaftet, am 12. Mai 1980 wegen Mordes und unerlaubten Waffenbesitzes angeklagt und schließlich zu lebenslänglicher Haft mit Aussicht auf Bewährung nach 15 Jahren („15 to life“) verurteilt. Norman Simmonds wurde im Oktober 1980 verhaftet und ebenfalls wegen Mordes angeklagt. Im Jahr 2001 wurde Colin Warner schließlich nach über 20 Jahren im Alter von 39 Jahren aus der Haft entlassen.

## Produktion
Die Regie führte Matt Ruskin. Ruskin schrieb Colin Warners Geschichte auf und schrieb auch das Drehbuch zum Film. Das titelgebende Viertel Crown Heights ist ein Stadtteil im New Yorker Bezirk Brooklyn, der durch die große Population orthodoxer Juden bekannt ist, die sich im Verlauf des 20. Jahrhunderts dort niedergelassen haben. Das Viertel wird zudem heute durch Einwanderer aus der Karibik maßgeblich mitgeprägt.
Die Hauptrolle von Colin Warner wurde mit Keith Stanfield besetzt. Die Filmmusik komponierte Mark De Gli Antoni.
Der Film feierte am 23. Januar 2017 im Rahmen des Sundance Film Festivals seine Weltpremiere, wo er im U.S. Dramatic Competition vorgestellt wurde. Dort sicherten sich auch die Amazon Studios die Vertriebsrechte an dem Film. Im Rahmen des Seattle International Film Festivals wurde Crown Heights im Mai 2017 in der Sektion New American Cinema gezeigt. Am 18. August 2017 kam der Film in ausgewählte US-amerikanische Kinos. Anfang Oktober 2017 wurde der Film im Rahmen des Zurich Film Festivals gezeigt.

## Rezeption

### Altersfreigabe
In den USA erhielt der Film von der MPAA wegen einiger Gewalt-, Nackt- und Sexszenen ein R-Rating, was einer Freigabe ab 17 Jahren entspricht.

### Kritiken
Der Film konnte 77 Prozent der bei Rotten Tomatoes dokumentierten Kritiker überzeugen.
Andrew Barker von Variety schreibt, der Film zeichne eindrucksvoll, wenn auch manchmal ein wenig schematisch, ein Bild davon, in welche der zahllosen Fallstricke und Risse des US-amerikanischen Rechtssystems ein unschuldiger Mensch ganz leicht hineinschlittern könne. Travis Hopson von Punch Drunk Critics hebt Keith Stanfields gefühlvolle Darstellung hervor, und John DeFore von The Hollywood Reporter schreibt, Matt Ruskin verlange von seinem Hauptdarsteller immer wieder Ernsthaftigkeit, und Stanfield wirke in seiner Rolle auch sympathisch. Ruskin zeige jedoch nur wenig von dem, was es Colin Warner abverlangt haben müsse, die Jahre im Gefängnis zu überleben, ohne den Verstand zu verlieren. Auch Alonso Duralde von TheWrap kritisiert, man erfahre nicht wirklich viel von den Figuren abseits ihrer Rollen.

### Auszeichnungen
African-American Film Critics Association Awards 2017
- Auszeichnung als Bester Independent-Film
- Auszeichnung als Breakout-Star (Keith Stanfield)
- Platz 9 der Top 10 Films[13]

Artios Awards 2018
- Nominierung in der Kategorie Low Budget – Comedy or Drama[14]

Black Reel Awards 2018
- Beste Hauptdarstellerin (Natalie Paul)[15]

- Nominierung als Bester Hauptdarsteller (Keith Stanfield)
- Nominierung als Bester Independent-Film (Matt Ruskin)
- Nominierung als Bester Nachwuchsdarsteller (Nnamdi Asomugha)
- Nominierung als Beste Nachwuchsdarstellerin (Natalie Paul)[16]

Independent Spirit Awards 2018
- Nominierung als Bester Nebendarsteller (Nnamdi Asomugha)[17]

NAACP Image Awards 2018
- Nominierung als Beste Hauptdarstellerin (Natalie Paul)
- Nominierung als Bester Nebendarsteller (Nnamdi Asomugha)[18]

Sundance Film Festival 2017
- Nominierung als Wettbewerbsfilm im U.S. Dramatic Competition
- Auszeichnung mit dem Audience Award im U.S. Dramatic Competition[19]